# Liste der Einträge im National Register of Historic Places im Wasco County
Liste der Einträge im National Register of Historic Places in Wasco County (Oregon) in das National Register of Historic Places eingetragenen Gebäude, Bauwerke, Objekte, Stätten oder historischen Distrikte:

## Auflistung
| [ 1 ] | Name                                      | Bild                                      | Eintragsdatum                                    | Lage                                                                                              | Ort                      | Beschreibung     |
| ----- | ----------------------------------------- | ----------------------------------------- | ------------------------------------------------ | ------------------------------------------------------------------------------------------------- | ------------------------ | ---------------- |
| 1     | Lewis Anderson House, Barn and Granary    | Lewis Anderson House, Barn and Granary    | 20. März 1980 ID-Nr. 80003387                    | 508 W. 16th Street 45° 35′ 44,4″ N, 121° 11′ 52″ W                                                | The Dalles               | versetzt 1972.   |
| 2     | Antelope School                           | weitere Bilder                            | 7. Juni 2016 ID-Nr. 16000347                     | 45500 McGreer Street 44° 54′ 47,2″ N, 120° 43′ 25,8″ W                                            | Antelope                 |                  |
| 3     | Balch Hotel                               | weitere Bilder                            | 8. Sep. 1987 ID-Nr. 87001469                     | 40 S. Main Street 45° 27′ 1,6″ N, 121° 7′ 52,5″ W                                                 | Dufur                    | erbaut 1908      |
| 4     | Barlow Road                               | weitere Bilder                            | 13. Apr. 1992 ID-Nr. 92000334                    | Mount Hood National Forest 45° 13′ 50,3″ N, 121° 34′ 46,9″ W                                      | Wamic bis Rhododendron   |                  |
| 5     | Bennett–Williams House                    | Bennett–Williams House                    | 27. Feb. 1986 ID-Nr. 86000291                    | 608 W. 6th Street 45° 36′ 9,1″ N, 121° 11′ 35,2″ W                                                | The Dalles               | erbaut 1899      |
| 6     | Columbia River Highway Historic District  | weitere Bilder                            | 12. Dez. 1983 ID-Nr. 83004168                    | Etwa entlang des Südufers des Columbia River 45° 40′ 56″ N, 121° 18′ 0,5″ W                       | The Dalles bis Troutdale |                  |
| 7     | Columbia Southern Hotel                   | weitere Bilder                            | 31. Okt. 1979 ID-Nr. 79002150                    | 4th und E Streets 45° 0′ 13,3″ N, 120° 45′ 10,1″ W                                                | Shaniko                  | Erbaut 1900–1902 |
| 8     | First Wasco County Courthouse             | First Wasco County Courthouse             | 18. März 1998 ID-Nr. 77001116 98000260, 77001116 | 410 W. 2nd Place 45° 36′ 13,1″ N, 121° 11′ 18,8″ W                                                | The Dalles               |                  |
| 9     | Fivemile Rapids Site (35 WS 4)            | Fivemile Rapids Site (35 WS 4)            | 19. Dez. 1974 ID-Nr. 74001719                    | Adresse nicht veröffentlicht                                                                      | The Dalles               |                  |
| 10    | Fort Dalles Surgeon's Quarters            | Fort Dalles Surgeon's Quarters            | 10. Sep. 1971 ID-Nr. 71000682                    | 15th und Garrison Streets 45° 35′ 46,1″ N, 121° 11′ 50,2″ W                                       | The Dalles               |                  |
| 11    | Edward French House                       | Edward French House                       | 2. Okt. 1992 ID-Nr. 92001319                     | 515 Liberty Street 45° 36′ 4,2″ N, 121° 11′ 14,4″ W                                               | The Dalles               | erbaut ca. 1865  |
| 12    | Fulton–Taylor House                       | Fulton–Taylor House                       | 9. Sep. 1993 ID-Nr. 93000920                     | 704 Case Street 45° 35′ 52,5″ N, 121° 11′ 2,3″ W                                                  | The Dalles               | erbaut ca. 1858  |
| 13    | Hugh Glenn House                          | Hugh Glenn House                          | 20. Feb. 1991 ID-Nr. 91000064                    | 100 W. 9th Street 45° 35′ 52,4″ N, 121° 11′ 20″ W                                                 | The Dalles               |                  |
| 14    | Heimrich–Seufert House                    | Heimrich–Seufert House                    | 1. Juni 1990 ID-Nr. 90000827                     | 303 E. 10th Street 45° 35′ 48,2″ N, 121° 11′ 10″ W                                                | The Dalles               | erbaut 1927      |
| 15    | Orlando Humason House                     | Orlando Humason House                     | 21. Juni 1991 ID-Nr. 91000809                    | 908 Court Street 45° 35′ 51,3″ N, 121° 11′ 13,1″ W                                                | The Dalles               |                  |
| 16    | Imperial Stock Ranch Headquarters Complex | Imperial Stock Ranch Headquarters Complex | 5. Aug. 1994 ID-Nr. 94000808                     | Hinton Road 45° 5′ 54,8″ N, 120° 47′ 22,1″ W                                                      | Shaniko (Umgebung)       |                  |
| 17    | Indian Shaker Church and Gulick Homestead | weitere Bilder                            | 4. Apr. 1978 ID-Nr. 78003087                     | Etwa an der Kreuzung Interstate 84 und U.S. Route 197 45° 36′ 21″ N, 121° 8′ 8,2″ W               | The Dalles               |                  |
| 18    | Joseph D. and Margaret Kelly House        | Joseph D. and Margaret Kelly House        | 27. Mai 1999 ID-Nr. 99000641                     | 921 E. 7th Street 45° 35′ 50,8″ N, 121° 10′ 41,5″ W                                               | The Dalles               |                  |
| 19    | Maupin Section Foreman's House            | Maupin Section Foreman's House            | 29. Nov. 2006 ID-Nr. 06001082                    | 601 Deschutes Access Road 45° 10′ 6,3″ N, 121° 5′ 3,8″ W                                          | Maupin                   |                  |
| 20    | Malcolm A. Moody House                    | Malcolm A. Moody House                    | 10. Okt. 1980 ID-Nr. 80003388                    | 300 W. 13th Street 45° 35′ 47,1″ N, 121° 11′ 36,6″ W                                              | The Dalles               |                  |
| 21    | Jefferson Mosier House                    | Jefferson Mosier House                    | 23. Feb. 1990 ID-Nr. 90000286                    | 704 3rd Avenue 45° 40′ 56,2″ N, 121° 23′ 42,6″ W                                                  | Mosier                   |                  |
| 22    | Mosier Mounds Complex                     | Mosier Mounds Complex                     | 24. Feb. 2003 ID-Nr. 03000053                    | Adresse nicht veröffentlicht                                                                      | Mosier                   |                  |
| 23    | Dr. J. A. Reuter House                    | Dr. J. A. Reuter House                    | 27. Juni 1997 ID-Nr. 97000578                    | 420 E. 8th Street 45° 35′ 48,6″ N, 121° 10′ 58,7″ W                                               | The Dalles               |                  |
| 24    | Rock Fort Campsite                        | weitere Bilder                            | 4. Sep. 1980 ID-Nr. 80003389                     | Westlich von 1st Street am Ufer des Columbia River 45° 36′ 25,4″ N, 121° 11′ 17,2″ W              | The Dalles               |                  |
| 25    | St. Peter's Roman Catholic Church         | St. Peter's Roman Catholic Church         | 20. Juni 1974 ID-Nr. 74001720                    | 3rd und Lincoln Streets 45° 36′ 9,9″ N, 121° 11′ 15,4″ W                                          | The Dalles               |                  |
| 26    | Shaniko Historic District                 | weitere Bilder                            | 18. März 1982 ID-Nr. 82003754                    | U.S. Route 97 und Oregon Route 218 45° 0′ 15″ N, 120° 45′ 9″ W                                    | Shaniko                  |                  |
| 27    | Edward F. Sharp Residential Ensemble      | weitere Bilder                            | 25. Okt. 1991 ID-Nr. 91001561                    | 400 und 404 E. 4th Street sowie 504 Federal Street 45° 35′ 56,8″ N, 121° 10′ 54,7″ W              | The Dalles               |                  |
| 28    | The Dalles Carnegie Library               | weitere Bilder                            | 8. Dez. 1978 ID-Nr. 78002325                     | 220 E. 4th Street 45° 35′ 59,9″ N, 121° 11′ 1″ W                                                  | The Dalles               | erbaut 1910      |
| 29    | The Dalles Civic Auditorium               | The Dalles Civic Auditorium               | 12. Dez. 1978 ID-Nr. 78002326                    | 323 E. 4th Street 45° 35′ 59,3″ N, 121° 10′ 55,6″ W                                               | The Dalles               |                  |
| 30    | The Dalles Commercial Historic District   | The Dalles Commercial Historic District   | 4. Nov. 1986 ID-Nr. 86002953                     | Etwa zwischen Interstate 84 und Laughlin, 5th sowie Union Streets 45° 36′ 3,8″ N, 121° 11′ 0,1″ W | The Dalles               |                  |
| 31    | John L. Thompson House                    | John L. Thompson House                    | 6. Nov. 1980 ID-Nr. 80003390                     | 209 W. 3rd Street 45° 36′ 9,6″ N, 121° 11′ 10,7″ W                                                | The Dalles               | erbaut 1889      |
| 32    | Trevitt's Addition Historic District      | Trevitt's Addition Historic District      | 20. Juni 1995 ID-Nr. 95000686                    | Etwa zwischen 2nd, Liberty und 6th Streets sowie Mill Creek 45° 36′ 9,4″ N, 121° 11′ 24″ W        | The Dalles               |                  |
| 33    | U.S. Post Office                          | U.S. Post Office                          | 4. März 1985 ID-Nr. 85000545                     | 100 W. 2nd Street 45° 36′ 8,6″ N, 121° 11′ 4,5″ W                                                 | The Dalles               | erbaut 1916      |
| 34    | John and Murta Van Dellen House           | John and Murta Van Dellen House           | 20. Feb. 1991 ID-Nr. 91000063                    | 400 E. 8th Street 45° 35′ 49,6″ N, 121° 11′ 1,7″ W                                                | The Dalles               | erbaut 1920      |